# Рим (департамент)
Рим (фр. Rome) — департамент Французской империи в Средней Италии в 1809—1814 годах, с административным центром в Риме.
После аннексии Папского государства на территориях, непосредственно присоединенных к Франции, 15 июля 1809 были образованы департаменты Тразимено и Тибр. Последний 17 февраля 1810 был переименован в Рим.
Площадь департамента составляла около 367 660 га, население — 586 000 человек (1812).
Состоял из шести округов:
- Округ Рим
- Округ Фрозиноне
  - Кантоны: Алатри, Ананьи, Валлекорса, Вероли, Гуарчино, Маэнца, Монте-Сан-Джованни, Пиперно, Рипи, Супино, Ферентино, Филеттино, Фрозиноне, Чеккано и Чепрано
- Округ Риети
  - Кантоны: Аскреа, Канеморто, Контильяно, Лабро, Мальяно, Монтелеоне, Нарни, Поджо-Миртето и Риети
- Округ Тиволи
  - Кантоны: Антиколи, Виковаро, Олевано, Палестрина, Паломбара, Поли, Субьяко и Тиволи
- Округ Веллетри
  - Кантоны: Альбано, Вальмонтоне, Веллетри, Дженцано, Кори, Марино, Норма, Пальяно, Сеньи, Сецце, Террачина и Фраскати
- Округ Витербо
  - Кантоны: Баньореджо, Браччано, Валентано, Ветралла, Виньянелло, Витербо, Канино, Капрарола, Корнето, Монтефьясконе, Морлупо, Орте, Рончильоне, Тосканелла, Чивита-Кастеллана и Чивита-Веккья

Департамент Рим был включен в 30-ю военную дивизию, 16-ю когорту Почетного легиона, 30-й лесной округ, диоцез Рима, Римское сенаторство и относился к Римскому императорскому суду. Этот департамент избирал семь депутатов в Законодательный корпус.

## Список префектов
- 6 сентября 1809 — январь 1814 — граф Камиль де Турнон-Симьян